# Zonopterus flavitarsis
Zonopterus flavitarsis is een keversoort uit de familie boktorren (Cerambycidae). De wetenschappelijke naam van de soort is voor het eerst geldig gepubliceerd in 1843 door Hope.